# 吳志揚 (政治人物)
吳志揚（1969年2月8日—），臺灣政治人物，綽號「五隻羊」，桃園縣中壢市（今桃園市中壢區）月眉里人，其家族在桃園之勢力龐大，曾代表中國國民黨當選立法委員及擔任末代桃園縣縣長，卸任後被選為中華職棒會長。

## 家世
- 祖父吳鴻麟為醫生、曾任第四任桃園縣縣長、桃園客運創辦人。
- 父親吳伯雄曾任第七任桃園縣縣長、臺北市市長、中華民國內政部部長、中國國民黨主席。
- 弟弟吳志剛為現任第10－14屆臺北市議員。

## 學歷
建國中學畢業，台灣大學法律系（司法組）畢業，台大法律學碩士，美國哈佛大學法律碩士畢業。

## 從政經歷
- 畢業於國立臺灣大學法律系司法組[3]，並順利取得國立臺灣大學及美國哈佛大學法學雙碩士，具律師資歷。
- 2004年，在其家族在桃園的勢力支持下，以全縣最高票當選第六屆立法委員，2008年，再次以全縣最高票於中壢選區連任第七屆立法委員。
- 2009年，在立委任期未過半，便當選末任第16屆桃園縣長。

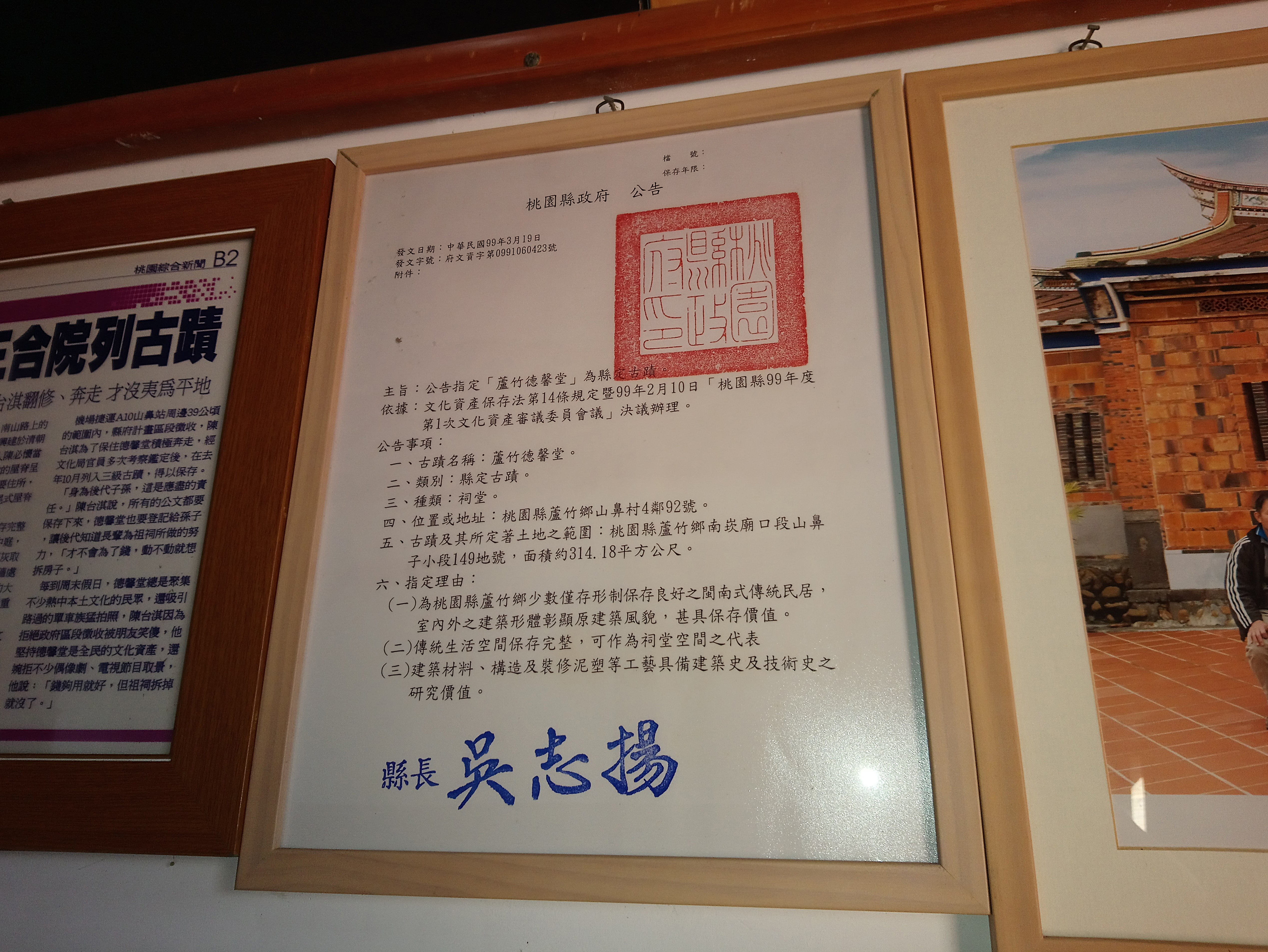
桃園縣縣長吳志揚指定蘆竹德馨堂為縣定古蹟的公告

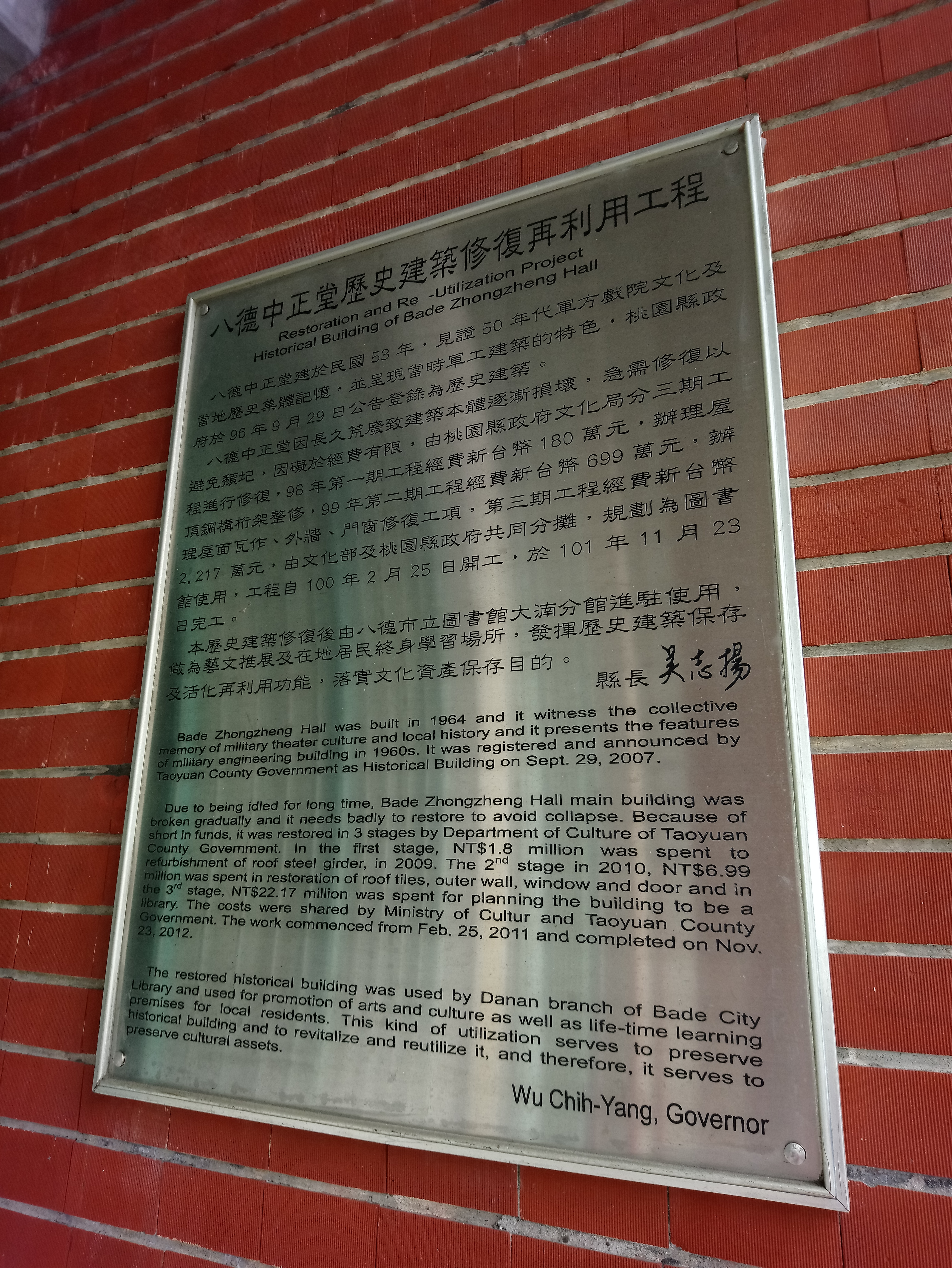
八德中正堂桃園縣縣長吳志揚所題銘版

- 2014年，在桃園縣升格直轄市後，第一屆桃園市市長選舉中，以些微差距敗給民進黨鄭文燦。[4]
- 2016年獲中國國民黨提名為不分區立委，並順利回鍋立院。並計畫於2018年回鍋競選市長，但最後棄選而引發輿論譁然，後披掛上陣的立委陳學聖依舊敗給尋求連任的鄭文燦。
- 2020年，原有意回到當選縣長前長期經營的桃園市第三選舉區參選，與呼聲頗高並曾參與黨內桃園市市長初選的前中壢市市長、時任議員魯明哲和原欲於該選區尋求連任的陳學聖競爭初選，但在當時韓國瑜風潮下選情大好，為求泛藍席次最大化而經協調轉戰沿海的桃園市第二選舉區，而該區時任立委陳學聖則轉戰第六選舉區。開票當晚吳僅在立場偏藍的楊梅小勝對手黃世六千票，但在濱海的大園、新屋及觀音三區卻各輸了六千票，這是吳志揚首次在立委選戰中落敗而無法連任、也是繼2014年之後吳家再次在桃園落敗，儘管其身為前縣長亦未能取得優勢，原本欲爭取中壢選區的三人當中，最終僅魯明哲得以入主國會。

## 擔任教職
- 2015年，於中華大學企業管理學系擔任講座教授，亦在中原大學教授職業棒球概論。

## 推廣棒球運動
- 2014年12月30日，獲中華職業棒球大聯盟球團常務理事推舉為中華職棒會長，並於2015年2月4日起就任至2021年1月16日[5]；同月25日，在中國廣播公司開設專屬一棒球話題的「週末喜洋揚」節目。

## 選舉紀錄
| 年度 | 選舉屆數               | 選舉區                                 | 所屬政黨   | 得票數    | 得票率 | 當選標記 | 備註 |
| ---- | ---------------------- | -------------------------------------- | ---------- | --------- | ------ | -------- | ---- |
| 2004 | 第六屆立法委員選舉     | 桃園縣選舉區                           | 中國國民黨 | 51,225    | 6.95%  |          |      |
| 2008 | 第七屆立法委員選舉     | 桃園縣第三選舉區                       | 中國國民黨 | 85,821    | 63.22% |          |      |
| 2009 | 第十六屆桃園縣縣長選舉 | 桃園縣                                 | 中國國民黨 | 396,237   | 52.22% |          |      |
| 2014 | 第一屆桃園市市長選舉   | 桃園市                                 | 中國國民黨 | 463,133   | 47.97% |          |      |
| 2016 | 第九屆立法委員選舉     | 全國不分區及僑居國外國民立法委員選舉區 | 中國國民黨 | 3,280,949 | 26.91% |          |      |
| 2020 | 第十屆立法委員選舉     | 桃園市第二選舉區                       | 中國國民黨 | 99,281    | 45.79% |          |      |

## 廣播節目
- 中廣新聞網《週末喜洋揚》(2015年3月7日－)

## 著作
- 《一點不平凡：吳志揚遇見的41個美好故事》（台北：四塊玉文創，2016）ISBN 9789865661977

## 外部連結
- 吳志揚的Facebook專頁
- YouTube上的吳志揚頻道
- 吳志揚的17直播網頁 （页面存档备份，存于）（每週三下午三點直播）

| 中華民國政府職務                   | 中華民國政府職務                                           | 中華民國政府職務                   |
| ---------------------------------- | ---------------------------------------------------------- | ---------------------------------- |
| 桃園縣政府                         |                                                            |                                    |
| 前任： 黃敏恭（代理） 正任：朱立倫 | 桃園縣縣長 第十六屆（末任） 2009年12月20日－2014年12月25日 | 末任 改制後：鄭文燦 （桃園市市長） |
| 體育角色                           |                                                            |                                    |
| 中華職業棒球大聯盟                 |                                                            |                                    |
| 前任： 謝志鵬（代理） 正任：黃鎮台 | 中華職棒會長 第九、十任 2015年2月4日－2021年1月16日        | 繼任： 蔡其昌                      |